# Louis Leblois
Louis Leblois (1854 – 5 de janeiro de 1928) foi um advogado e escritor francês. Defendeu Alfred Dreyfus no caso Dreyfus. Foi um amigo íntimo do tenente-coronel Picquart.

## Biografia
Ele é filho do grande pastor liberal Georges-Louis Leblois.
Depois de estudar na faculdade de direito de Paris, tornou-se advogado e matriculou-se na Ordem dos Advogados em 4 de novembro de 1878. Apenas dois anos depois, tornou-se magistrado, procurador-adjunto, nomeado primeiro para Dijon, depois para Nancy e depois para Lille em 1885. Ele se tornou advogado novamente em 1890 e fundou um escritório de advocacia em Paris. Ele se casou com Marthe Haitz-Roederer.

## Intervenção no caso Dreyfus
Louis Leblois está na origem da eclosão do caso Dreyfus. Custodiante das confidências de Marie-Georges Picquart em junho de 1897, ele comunicou suas informações a Auguste Scheurer-Kestner e se lançou ao seu lado na batalha pela revisão do julgamento de Dreyfus, enquanto se esforçava para permanecer no terreno da legalidade. Ele logo sofreu as consequências por seu apoio a Dreyfus, como suspensões e inquéritos.
Após o julgamento de Rennes (onde não testemunhou), ainda teve a oportunidade de continuar a sua luta política: apoiou Jean Jaurès quando foi decidido, em Abril de 1903, a segunda revisão do caso. No mesmo ano, salvou L'Aurore, que passava por graves dificuldades financeiras, fornecendo-lhe fundos e deixou Clemenceau defender a sua visão política, promovendo assim o desenvolvimento da carreira política do futuro primeiro-ministro da França.
Louis Leblois deixou uma importante obra documental sobre o caso, que surgiu após sua morte.

## Obras
- Leblois, Louis (2012). L'affaire Dreyfus : l'iniquité, la réparation : les principaux faits et les principaux documents. Saint-Martin de Bonfossé: Theolib. OCLC 812848555 (ISBN 978-2-36500-002-4) (6 volumes)